# Farell Editors
Farell Editors és una editorial amb seu a Sant Vicenç de Castellet (Bages) creada el 1998. Fundada per Jordi Suades i Begonya Molins, està especialitzada en temes de natura, descobriment del territori, cuina tradicional del país, cultura popular, patrimoni i història. El nom de Farell és d'una masia situada al Pont de Vilomara (Bages), lloc alçat, sobre un turó i des d'on es poden observar varietat de paisatges.
Quan va celebrar el quinzè aniversari, havien posat al mercat més de 120 publicacions de 110 autors, sobre temàtica diversa. Aleshores, els editors es definien com «artesans de l'edició» perquè fan un seguiment molt proper de tot el procés de producció, des de l'elecció de la temàtica fins al disseny i la maquetació dels llibres. Aquesta minuciosa labor no ha impedit que la producción sigui alta, com per Sant Jordi de 2015 amb vuit nou títols.
D'entre les darreres novetats destaca les noves col·leccion Natura Essencial i Guies de natura amb la voluntat de fer aportacions per a la descoberta del medi natural, ja sigui fauna o vegetació, així com un llibre dedicat a les espècies que s'utilitzen a la cuina.
Son membres de l'Associació d'Editors en Llengua Catalana.

## Col·leccions
- Llibres de Muntanya (excursions i descoberta del territori)
- Guies de Natura (per observar la natura en profunditat)
- Natura Essencial (guies de camp per conèixer i identificar les espècies)
- Bones Herbes (per conèixer les plantes silvestres més comuns)
- Rebost i Cuina (cuina tradicional del país)
- Cultura Popular (temes de tradició popular arrelats de la cultura del país)
- Cultura Popular – Llegendes (recull de llegendes de comarques, personatges, etc.)
- Contes Populars (reculls de contes de tradició popular)
- Nostra Història (episodis poc coneguts de la història de Catalunya)
- La Talaia (llibres de síntesi sobre la cultura cristiana tradicional)